# Osvaldo de Araújo Mota
Osvaldo de Araújo Mota (Rio de Janeiro, 6 de outubro de 1899 – Rio de Janeiro, 1975) foi um militar brasileiro.

## Carreira Militar
Filho de Alberto Mota e de Maria de Araújo Mota.
No período de 17 de dezembro de 1952 a 13 de abril de 1954, comandou a Artilharia Divisionária da 1.ª Divisão de Exército, no Rio de Janeiro.
Comandou o IV Exército, em Recife, de 2 de junho a 11 de julho de 1961.
Promovido ao posto de general de exército em julho de 1961, comandou o II Exército, em São Paulo, entre 21 de julho e 9 de outubro desse ano.
Nomeado pelo presidente João Goulart, assumiu em 12 de julho de 1962 a chefia do Estado-Maior das Forças Armadas, até então exercida pelo general Osvaldo Cordeiro de Farias. Em 10 de dezembro de 1963, transferiu o cargo ao general Peri Constant Bevilacqua
Em junho de 1969, foi reformado no posto de Marechal.